# 米羅的莫非命運
《米羅的莫非命運》（英語：Milo Murphy's Law），是迪士尼頻道《飛哥與小佛》製作人丹·波文邁爾與傑夫·馬胥的全新力作，並且故事與《飛哥與小佛》的故事有很大關聯。中国大陆由爱奇艺独家播出。

## 演員與主要角色
- 米羅‧莫非（Milo Murphy）

配音："Weird Al" Yankovic（美國）；Sam Lavagnino (6歲米羅)；江志倫(台灣)
本作主角。他是象徵極大倒霉的標誌性人物，但他總是非常樂觀，並找到辦法克服災難。他總是帶著一個大背包，裡面有著能夠應付任何狀況的奇怪道具。他的祖先是第一個定義莫非定律的家族。
米羅的中名為Danger，即排除困難
雖然有莫非定律，不過若有不同的情況下莫非定律會暫停，例如生病的時候。
- 梅麗莎‧潔絲（Melissa Chase）

配音：Sabrina Carpenter（美國）；穆宣名(台灣)
當地消防隊長的女兒，與米羅相當要好的朋友，已習慣米羅身邊會發生的任何災難；她是聰明伶俐又超級可愛的女孩，並且不責怪米羅常帶給她厄運。有砰的口頭蟬
在兒時已認識米羅，一開始對米羅的命運恐懼，但過後有適應感。
飛哥和小佛於《飛哥與小佛》第一集製造的雲霄飛車最終掉落在她身邊(但兩名肇事者並沒有現身)，因而對雲霄飛車有著秘密的恐懼。名字意思是《蜜蜂》的意思。
梅麗莎也是唯一一個沒有個人獨唱的主要角色。
- 查克‧安德伍 ( Zack Underwood )

配音：Mekai Curtis（美國） ；陳彥鈞(台灣)
米羅的最新好朋友，學校橄欖球隊員，怕魚，喜歡跟米羅和梅麗莎一起玩，曾經待過少年樂團。欽佩米羅的危機應變能力與樂觀心態。
在《Sphere and Loathing in Outer Space》被梅麗莎親吻臉部

## 莫非家族
- 馬丁·莫非

配音：Diedrich Bader
米羅的父親，與自己的兒子相同擁有將身邊的突發狀況發展到極端危險的狀態，擔任自來水廠的安全主任。
- 布莉琪·莫非

配音：Pamela Adlon；汪世瑋(台灣)
米羅的母親，是一名建築師，鼓勵米羅做自己喜歡的自己。
- 沙拉·莫非 (Sara Murphy)

配音：Kate Micucci(美國)；汪世瑋(台灣)
米羅的大姊姊，非常熱愛《時區博士》系列，是一個極端的超級粉絲。熱愛她的弟弟米羅，儘管米羅經常帶來壞運。
- 多多 (Diogee)

配音：Dee Bradley Baker
米羅家的小狗，英文名為Deogee(D-O-G)喜歡跟著米羅到處走，常常解決米羅的攜行道具無法解決的突發狀況，似乎有超高等的智慧，米羅經常叫他回家，也說明牠不可待在那個地方。
- 維羅妮卡 (Veronica)

配音：Danica McKellar(美國)；汪世瑋(台灣)
米羅的最後一任保母，也是唯一仍健在的保母。在第七集登場，現於披薩店工作。
米羅表示她是唯一可以勝任他的保母的青少女，因為她既聰明又準備充分，有一個背包裝滿道具正好可以應付各種災難，後將這個背包贈與米羅，紀念彼此的一段情誼。
- 漢斯‧杜芬舒斯（Heinz Doofenshmirtz）(訪客)

配音：Dan_Povenmire
為《飛哥與小佛》的反派及本作的客串角色，已在《飛哥與小佛：Last Day of Summer》一集中改邪歸正，因為自己的家受到莫非命運而破壞，轉居於米羅家。也開始成為好人。但因自己有漢斯命運，經常受其他東西撞倒或錯誤地造成混亂。仍有許多「終結者」，被米羅他們稱為「杜博士」。

## 時空特務
- 巴爾薩澤 凱文迪( Balthazar Cavendish)

配音：Jeff "Swampy" Marsh(美國)；歐祖豪(台灣)
時空特務，比夥伴達科達更年長，個性拘謹嚴肅，與夥伴執行眾多"無關緊要"的保護開心果任務,以致經常受到同僚與上司的譏笑與刁難，雖然時常執行一些跟開心果有關卻不重要的任務，仍盡忠職守的執行任務；穿著1870年代服裝，曾因職業低潮而錯認米羅是敵對組織所派來的間諜，並稱自己是英雄。
初時對於米羅因為破壞開心果任務而討厭米羅，還沒禮貌地對待他，不過之後在《Misssing Milo》後開始對米羅有善。
開著以1951 Hoffman為原形的破爛時光機,該車在現實世界確實有著"史上最爛汽車"之稱號.
過去曾經兩次跟達科達友誼破裂，第一次在《A Christmas Peril》因拒絕分享蛋捲而友誼破裂，第二次在《Abducting Murphy's Law》因沒有工作，獨自找外星人蹤影並留下達科達一個而關係破裂，但隨後兩次也修補友誼。
- 文尼 達科達( Vinnie Dakota )

配音：Dan Povenmire(美國)；孟慶府(台灣)
時空特務之一，性格開朗並喜愛享受時光旅行中所遇到的各種事物，穿著1970年代服裝。
在S1E17b《失落的達科達之島》一集中展現出上百個達科達.在荒島中製作橘子汽水與懶人鞋作為經濟來源,此亂象都是為了拯救凱文狄而擾亂時間線的產物;是一位讓人哭笑不得的英雄好漢。
達科達在年輕時在凱文迪考時光機試時闖入他的時光車，之後進入兒時米羅的時間軸品嚐捲餅，不過之後利用時光車拯救正首日回校的米羅而令凱文迪讓他成為搭擋。
喜歡動物園的動物
在S1E19《萬聖節恐怖尖叫嚇人館!》兩人的對話中可見兩人在未來並沒有慶祝萬聖節，他們還差點把現代的萬聖節給弄消失，但最後他們傳送到羅馬時代並利用之後的每年的2月29日的四分之一來代替每年的10月31日，這表示每過四年才會有一次2月29日。（此原為凱撒制定的儒略歷）
自第二季開始，由於在時空會議室中，達科達向多次達科達解釋拯救凱文狄的事，使得胡亂地利用時空，他和凱文迪永久被卡在米羅的時間軸。
在S2E22《Abducting Murphy's Law》，因為凱文迪的吵事而開始跟杜芬舒斯交流，直至找回凱文迪為止(當然更因為凱文迪及泰瑞的關係而吵事，後回復元壯)。
- 布洛克先生

配音：馬克·漢米爾
凱文狄與達科達在第一季的直屬長官.對兩人尖酸刻薄.
- 瑞克與莎凡娜

配音：Brett Dalton and Ming-Na Wen
經常譏笑凱文迪與達科達的同事;開著豪華禮車造型的時光機,與開心果二人組不同,經常執行許多拯救世界的關鍵任務.

## 傑佛遜郡立中學
- 亞曼達·羅佩茲 (Amanda Lopez)

配音：Chrissie Fit(美國)；汪世瑋(台灣)
一個神經質的完美主義者，暗戀米羅的女同學。
- 莉蒂亞 (Lydia)

配音：Alyson Stoner(美國)；汪世瑋、穆宣名(台灣)
米羅的同學，亞曼達最好的朋友。
- 布萊利·尼克森 (Bradley Nicholson)

配音：Vincent Martella
一個悲觀卻自傲的學生，〈Sunny Side Up〉一集中暗示著他對梅莉莎的迷戀.
- 莫特·薛佛 (Mort Schaeffer)

配音：Greg Cipes
米羅班上看似笨拙的學生，雖然身為布萊德利的朋友，卻對他的傲慢感到厭煩；對米羅給他所帶來的災禍豪不在意，反而會認為是自己的錯所造成；〈Battle of the Bands〉集數中顯現他在演奏爵士鼓方面有水準之上的功夫。
- 小查·凡·柯芬 (Chad Van Coff)

配音：Django Marsh
米羅班上的同學，認為德科拉老師為吸血鬼。
- 諾蘭·米契爾 (Nolan Mitchell)老師

配音：Kevin Michael Richardson
傑佛遜郡立中學的美式足球教練。
- 穆拉 (Ms. Murawski)老師

配音：Sarah Chalke(美國)；汪世瑋、穆宣名(台灣)
傑佛遜郡立中學的科學老師，對她的書桌抱有不健康的情感。
- 懷特 (Ms. White)老師

配音：Laraine Newman(美國)；汪世瑋(台灣)
另一位中學老師。
- 凱爾·德拉科 (Kyle Drako)老師

配音：Michael Culross
學校老師，一口雄厚的羅馬尼亞腔，其詭異的行徑常被認為是吸血鬼；他的許多特徵也確實很像吸血鬼。（大吸血鬼德古拉正是來自羅馬尼亞）
- 伊莉莎白·妙爾德 (Elizabeth Milder)校長

配音：Mackenzie Phillips(美國)；汪世瑋、穆宣名(台灣)
傑佛遜郡立中學校長。
- 艾利特·德克爾 (Elliot Decker)

配音：Christian Slater
學校指揮交通的警衛，以保護城市避免受到米羅的傷害為自身任務。

## 其他角色
- 鴨嘴獸泰瑞（Perry the Platypus)

客串角色，杜芬舒斯的前死對頭，飛哥和小佛的寵物，不知道牠是特務。在《飛哥與小佛》中，經過多次打鬥，杜芬舒斯重回正軌後不再打鬥。在《Sick Day》中，因不意地以「保母」的形式看杜芬舒斯而關係破裂，至《Milo In Space》為止。
- 法蘭西斯·莫來管隊長（Major Francis Monogram）

來自《飛哥與小佛》的客串角色，奧加的隊長。
- 凱爾（Carl）

來自《飛哥與小佛》的客串角色，莫來管隊長的實習生，本作中換上新眼鏡。
- 諾姆( Norm )

《飛哥與小佛》中的配角，本作的一次性角色，杜芬舒斯邪惡企業摧毀後，只剩下額頭。
- 凱文獸( Cavenpuss )

杜芬舒斯錯誤的實驗品
- 史卡德( Scott )

地底生活者,個性瘋癲古怪但異常的善良與熱心助人;有一個紙盒女友.
- 外星人指揮官( Alien Commander )
- 歐菈夫( Orgaluth )
- 外星人機師( Alien Pilot )

## 集數列表

### 集數總覽
| 季數 | 集数 | 集数 | 首播日期      | 首播日期      |
| 季數 | 集数 | 集数 | 首映          | 季终          |
| ---- | ---- | ---- | ------------- | ------------- |
| 1    | 20   | 20   | 2016年10月3日 | 2017年12月2日 |
| 2    | 20   | 20   | 2019年1月5日  | 2019年5月18日 |

### 第一季(2016–17)
| 總集數 | 集數 （季） | 標題                                                    | 導演                             | 編劇                                                                                   | 首播日期       | 製作 代碼 | US收視人數 （百萬） |
| --- | ----------- | ------------------------------------------------------- | -------------------------------- | -------------------------------------------------------------------------------------- | -------------- | --------- | ------------------- |
| 1a | 1a          | 驚險上學路 Going the Extra Milo                         | Dan Povenmire & Robert F. Hughes | 劇本創作 ：Dan Povenmire & Jeff "Swampy" Marsh Written by ：Dan Povenmire & Kyle Menke | 2016年10月3日  | 101a      | 0.33                |
| 開學第一天, 新來的學生查克被捲進倒楣鬼米羅的一連串倒楣事裡, 他們被狼追, 被外星人綁架, 但最後還是神奇地趕到學校。 |             |                                                         |                                  |                                                                                        |                |           |                     |
| 1b | 1b          | 地底大冒險 The Undergrounders                           | Bob Bowen                        | Dani Vetere                                                                            | 2016年10月10日 | 101b      | 0.26                |
| 學校戶外教學去參觀自然博物館, 搭乘捷運時, 米羅的那節車廂卻脫離了, 他們衝進地底, 遇見了在隧道裡迷路的鐵道工人, 展開了一場拼命回到地面的大冒險。 |             |                                                         |                                  |                                                                                        |                |           |                     |
| 2a | 2a          | 敵隊, 加油 Rooting for the Enemy                        | Robert F. Hughes                 | Scott Peterson                                                                         | 2016年10月10日 | 102a      | 0.26                |
| 米羅從來沒去看過球賽, 但這一次因為教練斬釘截鐵的說壁虎隊絕對贏不了猛虎隊, 所以米羅也去了球賽, 因為梅麗莎的一句玩笑話, 米羅替敵隊加油, 結果沒想到敵隊開始倒大楣... |             |                                                         |                                  |                                                                                        |                |           |                     |
| 2b | 2b          | 空投雞蛋 Sunny Side Up                                  | Robert F. Hughes                 | Dan Povenmire & Kyle Menke                                                             | 2016年10月3日  | 102b      | 0.33                |
| 穆拉老師給大家出了空投雞蛋的作業, 米羅、查克跟梅麗莎為了得到好成績, 不停地嘗試錯誤, 終於做出能讓雞蛋完好落地的載具, 到了打分數的這一天, 沒想到只是從屋頂到地面的距離, 卻發生了一連串不可思議的事。 |             |                                                         |                                  |                                                                                        |                |           |                     |
| 3a | 3a          | 時區博士, 出動 The Doctor Zone Files                    | Bob Bowen                        | Joshua Pruett                                                                          | 2016年10月17日 | 103a      | 0.35                |
| 米羅跟姐姐莎拉喜歡看時區博士系列電影, 就在他們向查克講述電影簡介後, 他們也帶查克去看最新上映的時區博士電影, 儘管他們想了很多辦法想阻止米羅的莫非命運, 但倒楣的事還是發生了, 這電影還看得成嗎? |             |                                                         |                                  |                                                                                        |                |           |                     |
| 3b | 3b          | 醫生證明 The Note                                       | Robert F. Hughes                 | 劇本創作 ：Scott Peterson Written by ：Jim Bernstein                                   | 2016年10月17日 | 103b      | 0.35                |
| 米羅因為老是遇到意外, 常常遲到, 所以學校允許他可以在學期結束前一個月, 拿所有的醫生證明去請假, 但是有醫生簽名的那一頁卻被風吹走了, 為了追回醫生證明, 米羅又展開了刺激的大冒險... |             |                                                         |                                  |                                                                                        |                |           |                     |
| 4a | 4a          | 危險的生日派對 Party of Peril                           | Bob Bowen                        | Martin Olson                                                                           | 2016年10月26日 | 104a      | 0.80                |
| 米羅的生日到了, 梅麗莎跟查克建議幫米羅辦個驚喜派對, 但大家都害怕會發生可怕的事, 所以做了許多安全措施, 可惜蛋糕跟冰淇淋還是不小心被多多吃掉了 |             |                                                         |                                  |                                                                                        |                |           |                     |
| 4b | 4b          | 歌劇大災難 Smooth Opera-tor                             | Robert F. Hughes                 | Dani Vetere                                                                            | 2016年10月26日 | 104b      | 0.80                |
| 為了可以加分, 米羅跟梅麗莎還有查克去聽歌劇, 阿曼達也來了, 為了確保阿曼達的歡樂時間不會毀了, 米羅發誓不管發生什麼差錯, 都要讓戲演下去... |             |                                                         |                                  |                                                                                        |                |           |                     |
| 5a | 5a          | 職業探索日 Worked Day                                   | Robert F. Hughes                 | Joshua Pruett                                                                          | 2016年10月27日 | 待公佈    | 0.97                |
| 今天老師要帶大家去爸媽工作的地方參觀, 思考自己將來想選的職業, 但是米羅所到之處一樣發生一堆意外, 造成混亂, 感覺每一個工作都很刺激, 但米羅還是無法決定將來要做什麼。 |             |                                                         |                                  |                                                                                        |                |           |                     |
| 5b | 5b          | 超狂野度假 The Wilder West                              | Bob Bowen                        | Dani Vetere                                                                            | 2016年10月27日 | 待公佈    | 0.97                |
| 米羅爸媽把米羅、莎拉、梅麗莎跟查克送去度假牧場, 儘管他們挑了比較不危險的騎馬活動, 但是牧場的潔琪卻讓他們一次又一 次陷入危險... 客串明星: Ariel Winter為潔琪配音 |             |                                                         |                                  |                                                                                        |                |           |                     |
| 6a | 6a          | 全家出遊去 Family Vacation                              | Bob Bowen                        | Joshua Pruett                                                                          | 2017年3月6日   | 106a      | 0.21                |
| 米羅全家要去度假, 儘管他們打包了一堆東西以防萬一, 但米羅還是在加油站上廁所時不小心搭上了布雷先生一家的車, 布雷先生一家原本無趣的度假之旅變成恐怖的驚魂之旅。 |             |                                                         |                                  |                                                                                        |                |           |                     |
| 6b | 6b          | 豬油歷險記 Murphy's Lard                                | Robert F. Hughes                 | Martin Olson                                                                           | 2017年3月7日   | 106b      | 0.17                |
| 米羅, 查克跟梅麗莎一起去豬油樂園玩, 但是梅麗莎卻不敢坐雲霄飛車, 為了幫助梅麗莎克服恐懼, 米羅決定陪梅麗莎一起坐, 但原本就可怕的雲霄飛車, 因為米羅的莫非命運, 驚嚇指數就要破表了... 客串明星: Thomas Lennon為Henry配音                                                                                                |             |                                                         |                                  |                                                                                        |                |           |                     |
| 7a | 7a          | 我們的祕密 Secrets and Pies                             | Robert F. Hughes                 | Joshua Pruett                                                                          | 2017年3月8日   | 107a      | 0.17                |
| 米羅原本想煮起司通心粉給查克和梅麗莎吃, 但是卻失敗了, 他們決定叫披薩外送, 沒想到卻發現了一大堆祕密 客串明星: Danica McKellar為維羅妮卡配音 |             |                                                         |                                  |                                                                                        |                |           |                     |
| 7b | 7b          | 全能競賽 Athledecamathalon                              | Bob Bowen                        | Jim Bernstein                                                                          | 2017年3月9日   | 107b      | 0.19                |
| 校區因為沒有足夠的錢辦活動, 決定把學術競賽跟體育競賽合起來一起辦, 對手有備而來, 但米羅這一隊卻是在賽前才知道這個晴天霹靂, 他們要怎麼贏得比賽呢... |             |                                                         |                                  |                                                                                        |                |           |                     |
| 8a | 8a          | 恐怖的自然課 The Substitute                             | Robert F. Hughes                 | Jim Bernstein                                                                          | 2017年3月13日  | 108a      | 0.14                |
| 今天的自然課是代課老師, 她找了米羅當他的小老師, 大家趕緊帶上護目鏡, 穿上防彈背心, 雖然只是物質三態的化學實驗, 但還是出了差錯, 化學混合物變成了攻擊人的怪物... Guest star: Leah Remini as Ms. Baxter |             |                                                         |                                  |                                                                                        |                |           |                     |
| 8b | 8b          | 瘋狂釣魚日 Time Out                                     | Robert F. Hughes                 | Scott Peterson                                                                         | 2017年3月14日  | 108b      | 待定                |
| 米羅的爸爸邀請查克跟他爸爸一起去釣魚, 莫名其妙出現的劍魚害他們的船隻失去動力, 米羅發揮創意讓船動了起來, 雖然平安回到陸地上, 但是正在執行拯救開心果任務的凱文狄卻誤把米羅當成阻止他們任務的特務... |             |                                                         |                                  |                                                                                        |                |           |                     |
| 9a | 9a          | 前進動物園 We're Going to the Zoo                       | Bob Bowen                        | Martin Olson                                                                           | 2017年3月15日  | 109a      | 0.18                |
| 米羅在整理舊衣要捐出去, 但媽媽收藏的復古T恤不小心混了進去, 為了拿回媽媽的T恤, 米羅, 查克跟莎拉追著卡車衝進動物園, 開始了一場混亂的追逐賽。 |             |                                                         |                                  |                                                                                        |                |           |                     |
| 9b | 9b          | 學校舞會 School Dance                                   | Bob Bowen                        | Dani Vetere                                                                            | 2017年3月16日  | 109b      | 待定                |
| 阿曼達負責籌備學校舞會, 為了確保一切順利, 他在現場都不敢跳舞的一直盯場, 但是米羅一出現, 意外就開始發生, 就在阿曼達要放棄了, 米羅挺身而出為阿曼達把故障的東西全都修好了... |             |                                                         |                                  |                                                                                        |                |           |                     |
| 10a | 10a         | 樂團大對決 Battle of the Bands                          | Bob Bowen                        | Dani Vetere                                                                            | 2017年3月20日  | 110a      | 待定                |
| 米羅, 查克, 梅麗莎跟莫特為了想要有舞台經驗, 便報名參加了樂隊大對決, 沒想到查克在那裡遇見以前樂團的成員, 強烈的競爭心, 讓原來不在乎輸贏的傑克決定一定要贏, 但後來他發現自己這樣逼大家不對, 放下一切後, 他們的表現反而更傑出 Guest star: Slash as himself                                                             |             |                                                         |                                  |                                                                                        |                |           |                     |
| 10b | 10b         | 夜遊校園探險去 The Math Book                            | Bob Bowen                        | Dani Vetere                                                                            | 2017年3月21日  | 110b      | 待定                |
| 梅麗莎忘了帶數學課本回家, 米羅跟查克陪著他在天黑後又重返校園, 因為進不去老師的辦公室, 所以他們決定去找鑰匙保管人弗瑞, 三個人就這樣在校園裡展開了探險... |             |                                                         |                                  |                                                                                        |                |           |                     |
| 11a | 11a         | 失控的古董消防車 The Little Engine That Couldn't        | Robert F. Hughes                 | Joshua Pruett                                                                          | 2017年3月22日  | 111a      | 待定                |
| 梅麗莎的爸爸要把古董消防車送到消防車博物館去, 因為米羅非常喜歡古董消防車, 所以梅麗莎拜託爸爸讓米羅也一起去, 但是坐上消防車的米羅果然因為莫非命運給大家帶來了衰運, 消防車失控開始橫衝直闖... |             |                                                         |                                  |                                                                                        |                |           |                     |
| 11b | 11b         | 草泥馬事件 The Llama Incident                           | Robert F. Hughes                 | Dani Vetere, Jim Bernstein & Martin Olson                                              | 2017年3月23日  | 111b      | 0.18                |
| 梅麗莎跟米羅一直提到草泥馬事件, 但是查克完全不知道他們在說什麼, 為了讓查克知道這個事件的由來, 米羅只好講起這個故事, 話說梅麗莎被困在體育館的高空繩索, 因為後來衝進體育館的一群草泥馬化解了危機。 |             |                                                         |                                  |                                                                                        |                |           |                     |
| 12 | 12          | 米羅失蹤記 Missing Milo                                 | Bob Bowen & Robert F. Hughes     | Scott Peterson & Joshua Pruett                                                         | 2017年7月22日  | SPE       | 0.16                |
| 米羅不小心搭上凱文狄跟達柯達的時光車, 一起回到未來, 但是未來卻變了樣子, 開心果樹人佔領了未來, 還要追殺人類, 在現在的梅麗莎跟查克發現米羅不見了, 也到處在找他, 現在就看米羅, 達柯達跟凱文狄要怎麼拯救世界了。 Guest star: Rhys Darby as King Pistashion                                                              |             |                                                         |                                  |                                                                                        |                |           |                     |
| 13a | 13a         | 追著明星跑 Star Struck                                  | Robert F. Hughes                 | Jim Bernstein                                                                          | 2017年9月25日  | 112a      | 0.17                |
| 米羅要去找他的偶像阿托哥簽名, 他特意戴上偶像演出電影時帶著的帽子, 沒想到卻被誤認為成北歐小妖精, 阿托哥嚇到拔腿就跑, 米羅跟同學們也在馬路上開始了追星大作戰 |             |                                                         |                                  |                                                                                        |                |           |                     |
| 13b | 13b         | 純粹是惡夢一場 Disaster of My Dreams                    | Bob Bowen                        | Martin Olson                                                                           | 2017年9月25日  | 112b      | 0.17                |
| 艾利特夢到自己成為學校的安全檢查員, 剛好校長給他一個機會, 只要在放學前確保校園的安全, 他就能得到這份工作, 雖然他卯足了勁, 但還是敵不過米羅帶來的衰運... |             |                                                         |                                  |                                                                                        |                |           |                     |
| 14a | 14a         | 機器人來求救 A Clockwork Origin                         | Bob Bowen                        | Jim Bernstein                                                                          | 2017年9月26日  | 115a      | N/A                 |
| 米羅跟朋友們一起去看V科技公司, 維克多的機器人發表會, 機器人西德卻向米羅求救, 為了幫助西德, 他們找到了發明機器人的克萊, 並且用手機直播的方式讓大家看到維克多貪婪的真面目, 最後機器人西德終於回到克萊的身邊。 Guest stars: Joel McHale as Victor, Barry Bostwick as Clyde                                             |             |                                                         |                                  |                                                                                        |                |           |                     |
| 14b | 14b         | 超驚險夢遊 Perchance to Sleepwalk                       | Robert F. Hughes                 | Martin Olson & Scott Peterson                                                          | 2017年9月26日  | 115b      | N/A                 |
| 米羅跟查克, 梅麗莎到樹林裡去露營, 但是到了半夜, 米羅卻因為夢遊走出了帳棚外, 梅麗莎跟查克不敢貿然叫醒米羅, 決定先把他帶回帳棚, 梅麗莎跟查克歷經千辛萬苦, 一路上被各種猛獸追趕, 雖然安全地帶回米羅, 但是他們兩個已經累到倒地就睡了。                                                                                  |             |                                                         |                                  |                                                                                        |                |           |                     |
| 15a | 15a         | 遊艇漂流記 Some Like It Yacht                           | Robert F. Hughes                 | Jim Bernstein                                                                          | 2017年9月27日  | 117a      | 0.14                |
| 學校買了昂貴的遊艇, 帶學生們去戶外教學, 但是有米羅在的地方總是會發生倒楣的事, 果然遊艇發生故障, 還莫名其妙撞上了米羅家祖先的莫非號, 大家全都慌亂成一團, 還好今天剛好是滿潮, 再補好船身的破洞後, 所有人才順利脫險。                                                                                                  |             |                                                         |                                  |                                                                                        |                |           |                     |
| 15b | 15b         | 寶寶家長班親會 Backward to School Night                 | Bob Bowen                        | Joshua Pruett                                                                          | 2017年9月27日  | 117b      | 0.14                |
| 今天米羅的學校要開班親會, 同學們的家長都來了, 偏偏達柯達在這時候偷走了同事的時間置換裝置, 他原本只是想變回小孩, 任性一下, 沒想到卻把來參加班親會的家長全都變成了小孩, 還把裝置給弄壞了, 這下米羅跟夥伴們只好在達柯達修好時間置換裝置前, 看好變成小孩的爸媽!                                                         |             |                                                         |                                  |                                                                                        |                |           |                     |
| 16a | 16a         | 米羅消失了 World Without Milo                           | Robert F. Hughes                 | Scott Peterson                                                                         | 2017年9月28日  | 118a      | 待定                |
| 艾利特希望米羅永遠消失, 這樣世界會變得更美好, 沒想到他的夢想實現了, 米羅真的從這個時空消失了, 但艾利特此時才明白, 沒有了米羅, 他也失去了存在的意思, 現在他的人生變得很無聊, 希望搞砸時空連續體的達柯達跟凱文狄可以再把米羅變回來。                                                                                  |             |                                                         |                                  |                                                                                        |                |           |                     |
| 16b | 16b         | 馬拉松賽跑 The Race                                     | Bob Bowen                        | Dani Vetere                                                                            | 2017年9月28日  | 118b      | 待定                |
| 米羅參加馬拉松賽跑, 為了可以不受莫非命運的影響, 順利跑完全程, 他拜託梅麗莎跟查克幫他扛背包, 在他跑的途中, 視情況拿出背包裡的東西幫他解圍, 就在米羅快到終點線時, 終點線居然被凱文狄跟達柯達的汽車給撞跑了, 還好梅麗莎跟查克靈機一動做了一個臨時終點線, 米羅才順利通過終點線, 跑完全程。                              |             |                                                         |                                  |                                                                                        |                |           |                     |
| 17a | 17a         | 愛之雪橇 Love Toboggan                                  | Bob Bowen                        | Dani Vetere                                                                            | 2017年9月29日  | 120a      | 待定                |
| 莎拉跟尼爾約了一起吃飯, 但是莎拉不確定這到底是普通的聚餐還是在約會, 為了確保過程順利, 不會出任何差錯, 她要爸爸跟米羅離她們吃飯的餐廳遠一點, 偏偏在山上滑雪的米羅, 梅麗莎跟查克, 還是因為莫非命運強大的力量, 乘著雪橇滑進了餐廳裡... Guest star: Maulik Pancholy as Neal                                             |             |                                                         |                                  |                                                                                        |                |           |                     |
| 17b | 17b         | 失落的達柯達之島 The Island of Lost Dakotas             | Bob Bowen                        | Joshua Pruett                                                                          | 2017年9月29日  | 120b      | 待定                |
| 凱文狄出任務時因為意外而死去, 達柯達只好回到過去拯救他, 但也因此在同一個時空出現兩個達柯達, 為了避免這種情況, 他把自己送到無人島上, 就這樣一大堆的達柯達在小島上建立起自己的生活, 為了凱文狄, 他們都願意犧牲自己。 Guest star: Jack McBrayer as Ship Captain                                                        |             |                                                         |                                  |                                                                                        |                |           |                     |
| 18 | 18          | 開心果大反攻 Fungus Among Us                            | Robert F. Hughes                 | Scott Peterson & Joshua Pruett                                                         | 2017年9月30日  | 121       | 待定                |
| 米羅接到達柯達從距離現在五十年前打來的電話, 但是只聽見達柯達大吼, 不知道他到底要說什麼, 於是米羅一行人決定去調查清楚, 他們穿越時空, 這才發現帶著橡皮面具的開心果樹人想要取代地球上的每個人, 他們必須阻止開心果樹人的陰謀, 但是偏偏他們的時光車都壞了, 現在唯一的辦法就是找到在這個時空裡, 發明時空旅行的時間教授... |             |                                                         |                                  |                                                                                        |                |           |                     |
| 19 | 19          | 萬聖節恐怖尖叫嚇人館! Milo's Halloween Scream-a-Torium! | Robert F. Hughes                 | Jim Bernstein, Martin Olson, Scott Peterson, Joshua Pruett & Dani Vetere               | 2017年10月7日  | 119       | 0.23                |
| 萬聖節到了, 米羅用舊卡車打造了一個驚聲尖叫屋, 但是卡車卻不小心滑出馬路, 在卡車裡的梅莉莎跟莎拉都以為這是米羅的特效, 其實車子是在馬路上狂奔, 最後還摔下懸崖, 查克驚嚇到一度以為自己快要沒命了, 但他們最後掉進萬聖節派對, 驚聲尖叫屋成了小朋友眼中最可怕的鬼屋。                                                      |             |                                                         |                                  |                                                                                        |                |           |                     |
| 20 | 20          | 聖誕大冒險 A Christmas Peril                            | Bob Bowen                        | Joshua Pruett & Dani Vetere                                                            | 2017年12月2日  | 116       | 0.30                |
| 聖誕節到了, 米羅為了給爸媽一個驚喜, 偷偷找來了莫非家族要一起慶祝聖誕節, 但是去接這些家人的路上, 一直發生倒楣的事, 而達柯達跟凱文狄因為一次吵嘴而分道揚鑣, 為了挽回他們的友誼, 他們穿越時空回到公司舉辦的聖誕派對上, 想要阻止一場還沒開始吵的架。                                                                    |             |                                                         |                                  |                                                                                        |                |           |                     |